# Andrew Little (Politiker)

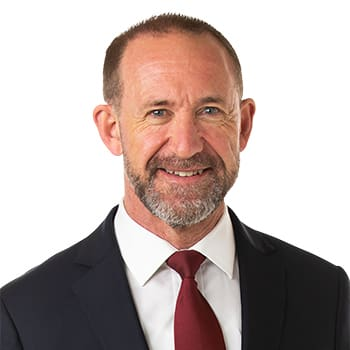
Andrew Little 2019

Andrew James Little (* 7. Mai 1965 in New Plymouth, Neuseeland) ist ein neuseeländischer Politiker (New Zealand Labour Party) und Gewerkschafter. Er war Gesundheitsminister Neuseelands, Minister for Treaty of Waitangi Negotiations sowie Minister für die Geheimdienste (Government Communications Security Bureau und New Zealand Security Intelligence Service).

## Frühes Leben und Ausbildung
Andrew Little wurde am 7. Mai 1965 als Sohn und viertes Kind der Eheleute Bill (Lehrer) und Cicely (Sekretärin) Little in New Plymouth geboren. Seine Eltern kamen 1962 von Großbritannien nach Neuseeland. 
Er besitzt eine Zwillingsschwester, drei weitere Geschwister und vier Halbschwestern über seines Vaters vorherige zwei Ehen. Nach der Schulausbildung in der Vogeltown Primary School und der New Plymouth Boys' High School, studierte Little Jura, Verwaltungsrecht und Philosophie an der Victoria University in Wellington, war 1987 der Vorsitzende der Studentenvereinigung an seiner Universität und von 1988 bis 1989 Präsident der Neuseeländischen Studentenvereinigung.

## Familie
Little lernte seine Frau Leigh 1998 kennen und heiratete sie 2008. Die Familie hat einen Sohn.

## Beruf
Nach dem Abschluss seines Studiums arbeitete er als Rechtsanwalt in der Engineers Union (Gewerkschaft der Ingenieure), später Engineers Printers and Manufacturers Union (EPMU) (Gewerkschaft der Ingenieure, Drucker und Beschäftigte der Fertigungsindustrie), wurde 1997 ihr Chefsyndikus und im Jahr 2000 zum National Secretary der Gewerkschaft gewählt.

## Karriere als Politiker
Im Jahr 2008 übernahm er die Präsidentschaft in der New Zealand Labour Party, während Phil Goff, sein früherer Studienkollege, die Führung der Partei übernahm. 2011 wurde Little über die Liste seiner Partei erstmals in das Neuseeländische Parlament gewählt. 2014 gab er dann seine Position als National Secretary innerhalb der Gewerkschaft auf, um sich auf den Wahlkampf zur General Election für den Wahlkreis New Plymouth konzentrieren zu können, verlor aber gegen den Kandidaten der New Zealand National Party, wie in der Wahl zuvor. Das Parlamentsmandat konnte er dieses Mal nur knapp über die Listenposition erreichen. Am 18. November 2014 wurde Little mit 50,52 % gegen seinen Kontrahenten Grant Robertson (49,48 %) zum Parteiführer der Labour-Partei gewählt. Seitdem war er Oppositionsführer seiner Partei im Parlament und Sprecher für den Bereich Sicherheit und Geheimdienste.
Im Oktober 2017 wurde Little im neuen Regierungskabinett von Jacinda Ardern, Minister of Justice (Justiz), Minister for Courts (Gerichte), Minister for New Zealand Security Intelligence Service und Government Communications Security Bureau (Geheimdienste), Minister for Treaty of Waitangi Negotiations (Verhandlungen zum Vertrag von Waitangi) und Minister Responsible for Pike River Re-entry (Wiedereröffnung der Pike River-Mine).

### Ministerämter in der Regierung Ardern
Ministeramt im 1. Kabinett von Jacinda Ardern:
| Minister                                     | vom              | bis              |
| -------------------------------------------- | ---------------- | ---------------- |
| Minister of Justice                          | 26. Oktober 2017 | 6. November 2020 |
| Minister for Courts                          | 26. Oktober 2017 | 6. November 2020 |
| Minister Responsible for the GCSB            | 26. Oktober 2017 | 6. November 2020 |
| Minister Responsible for the NZSIS           | 26. Oktober 2017 | 6. November 2020 |
| Minister for Treaty of Waitangi Negotiations | 26. Oktober 2017 | 6. November 2020 |
| Minister Responsible for Pike River Re-entry | 26. Oktober 2017 | 6. November 2020 |

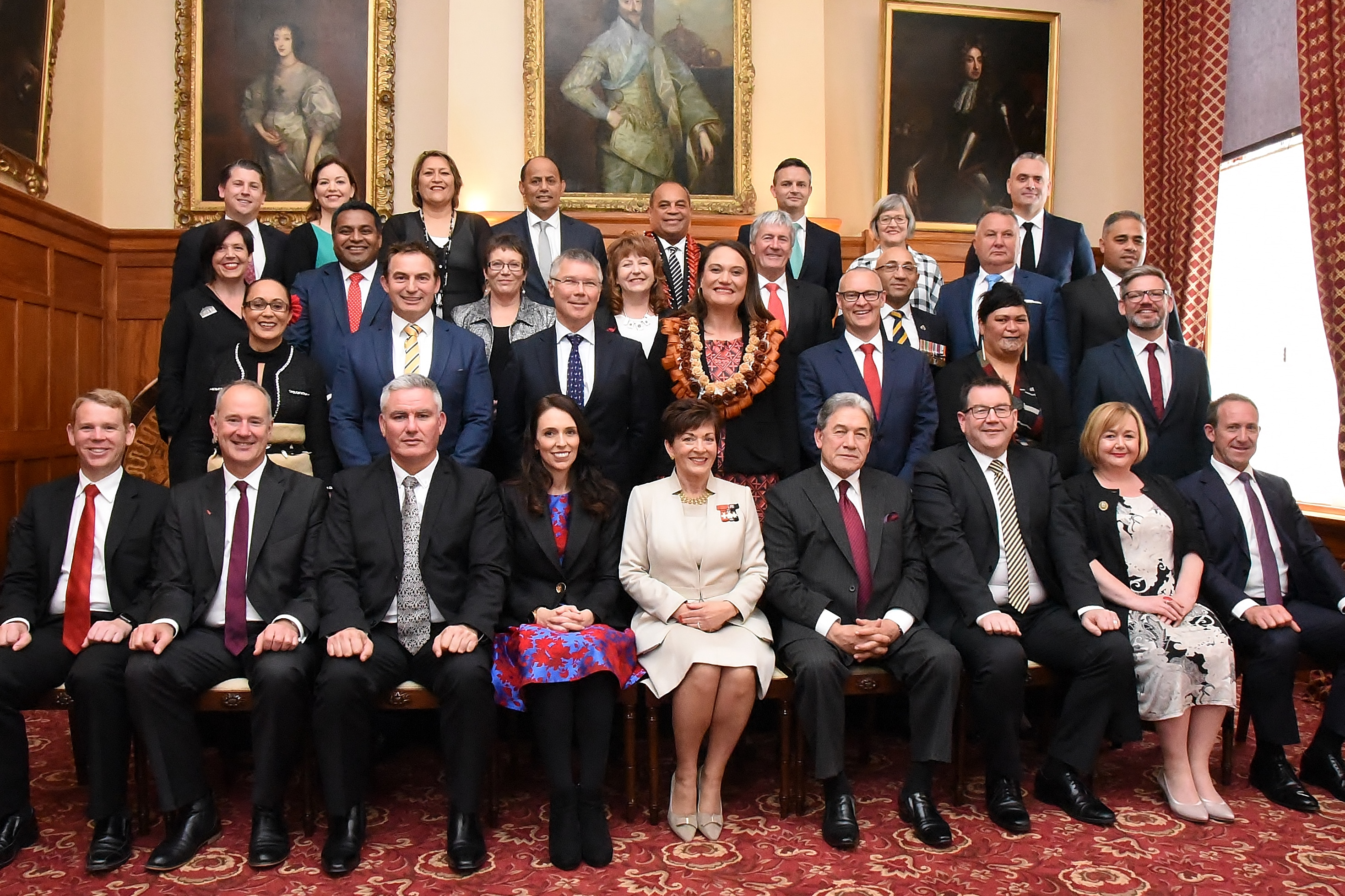
Andrew Little (2017)
1. von rechts in der ersten Reihe

Ministeramt im 2. Kabinett von Jacinda Ardern:

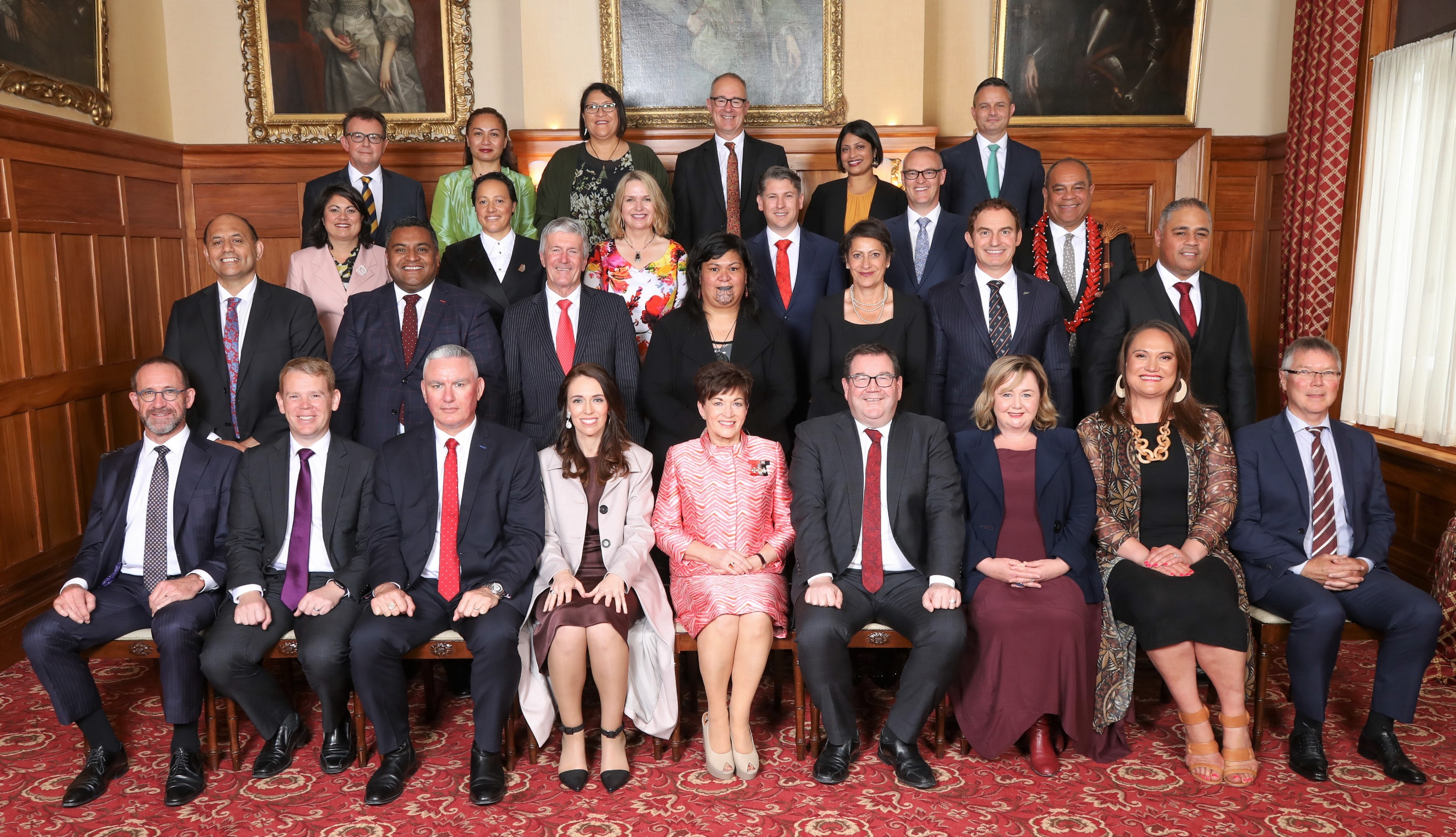
Andrew Little (2020)
1. von links in der ersten Reihe

| Minister | vom               | bis             |
| --- | ----------------- | --------------- |
| Minister for Health | 6. November 2020  | 25. Januar 2023 |
| Minister Responsible for the GCSB | 6. November 2020  | 25. Januar 2023 |
| Minister Responsible for the NZSIS | 6. November 2020  | 25. Januar 2023 |
| Minister for Treaty of Waitangi Negotiations | 6. November 2020  | 25. Januar 2023 |
| Minister Responsible for Pike River Re-entry | 6. November 2020  | 25. Januar 2023 |
| Lead Coordination Minister for the Government’s Response to the Royal Commission’s Report into the Terrorist Attack on the Christchurch Mosques | 10. Dezember 2020 | 25. Januar 2023 |

### Ministerämter in der Regierung Hipkins
Mit dem Rücktritt von Jacinda Ardern als Premierministerin in der laufenden Legislaturperiode und der Übernahme des Amtes durch ihren Parteikollegen Chris Hipkins am 25. Januar 2023, blieben alle Ministerämter von Andrew Little unverändert.
| Minister | vom             | bis               |
| --- | --------------- | ----------------- |
| Minister of Health | 25. Januar 2023 | 1. Februar 2023   |
| Minister Responsible for the GCSB | 25. Januar 2023 | 27. November 2023 |
| Minister Responsible for the NZSIS | 25. Januar 2023 | 27. November 2023 |
| Minister for Treaty of Waitangi Negotiations | 25. Januar 2023 | 27. November 2023 |
| Minister Responsible for Pike River Re-entry | 25. Januar 2023 | 27. November 2023 |
| Lead Coordination Minister for the Government’s Response to the Royal Commission’s Report into the Terrorist Attack on the Christchurch Mosques | 25. Januar 2023 | 27. November 2023 |
| Minister of Defence | 1. Februar 2023 | 27. November 2023 |
| Minister for Public Service | 1. Februar 2023 | 27. November 2023 |
| Minister of Immigration | 21. Juli 2023   | 27. November 2023 |

Quellen: Department of the Prime Minister and Cabinet New Zealand Parliament
Mit der nachfolgenden regulären Parlamentswahl, die am 14. Oktober 2023 stattfand, verlor die Labour Party ihre Regierungsmehrheit an die New Zealand National Party. Little erlangte aber über die Liste seiner Partei wiederholt einen Sitz im Parlament.